# Mauerrute
Die Mauerrute, auch als Steinrute bezeichnet, nach anderen Quellen die Schachtrute, war ein Volumenmaß im Bauwesen (Mauerwerk und Pflaster). Es war der 16. Teil einer Kubikrute. Das Maß war um Trier, der ehemaligen Hauptstadt des preußischen Regierungsbezirkes der Rheinprovinz, in Anwendung. Der verbindliche duodezimal geteilte Land- und Werkfuß war 130,22 Pariser Linien oder 0,29375 Meter lang. Diese Rute war die Land- und Werkrute mit 16 aber dezimalgeteiltem Fuß. 
- 1 Mauerrute = 16 Fuß Länge mal 4 Fuß Breite mal 8 Fuß Höhe = 512 Kubikwerkfuß ≈ 12,978 Kubikmeter (→ 1 Rute x ¼ Rute x ½ Rute)

In Aschaffenburg unterschied man in fünf verschiedenen Ruten. Ab 1. Oktober 1811 hatten diese Ruten keine Gültigkeit mehr.
- 1 kleine Mauerrute = 144 Kubikfuß
- 1 Steinrute = 288 Kubikfuß
- 1 Chaussee-Steinrute = 576 Kubikfuß
- 1 große Mauerrute = 512 Kubikfuß
- 1 Grundrute = 256 Kubikfuß

## Hinweis
Die Mauerrute war nach verschiedenen Quellen aber kein echtes Rutenmaß. Es war nur ein Größenmaß für die Volumenbestimmung einer Mauer oder von Bodenaushub.
- 1 Mauerrute = 16 Fuß Länge mal 16 Fuß Höhe mal 1 Fuß Breite = 512 Kubikwerkfuß ≈ 12,978 Kubikmeter[2]